# Агче-Хесар
Агче-Хесар (перс. اغچه حصار‎) — село на севере Ирана, в остане Альборз. Входит в состав шахрестана Саводжболаг. Является частью дехестана (сельского округа) Рамджин бахша Чехарбаг.

## География
Село находится в южной части Альборза, к югу от хребта Эльбурс, на расстоянии приблизительно 11 километров к западу от Кереджа, административного центра провинции. Абсолютная высота — 1276 метров над уровнем моря.

## Население
По данным переписи 2006 года население села составляло 1049 человек (558 мужчин и 491 женщина). В Агче-Хесаре насчитывалось 267 семей. Уровень грамотности населения составлял 75,31 %. Уровень грамотности среди мужчин составлял 78,14 %, среди женщин — 72,1 %.